# Carey Williams
Corey Williams (nacido como Carey Williams; Ciudad de Nueva York, 3 de agosto de 1977-Australia, 10 de mayo de 2024) fue un baloncestista estadounidense que jugó en la posición de base. Su apodo Homicide era por la fama que tenía en el baloncesto callejero.

## Equipos
| Periodo   | Club                       |
| --------- | -------------------------- |
| 1999      | Dakota Wizards             |
| 2000–2001 | Club San Carlos            |
| 2001      | Brooklyn Kings             |
| 2001–2002 | Minas                      |
| 2003      | Brooklyn Kings             |
| 2003–2004 | 08 Stockholm Human Rights  |
| 2004–2005 | Yunnan Honghe              |
| 2005      | New Jersey Flyers          |
| 2005      | Westchester Wildfire       |
| 2005      | Sellbytel Baskets Nürnberg |
| 2006      | Sioux Falls Skyforce       |
| 2006      | Guaiqueríes de Margarita   |
| 2006      | Cholet Basket              |
| 2007      | Sioux Falls Skyforce       |
| 2007      | Dakota Wizards             |
| 2007–2010 | Townsville Crocodiles      |
| 2008      | KK Cibona                  |
| 2009      | Trotamundos de Carabobo    |
| 2010–2011 | Melbourne Tigers           |
| 2012      | Byblos Club                |
| 2012      | Piratas de Quebradillas    |
| 2012-2013 | Bejje SC                   |
| 2013      | Hoops Club                 |
| 2014      | Al Mouttahed Tripoli       |
| 2015–2016 | Tadamon Zouk               |

## Vida personal y muerte
Mientras era parte de los Alabama State Hornets ganó el título de abogado criminalista en 2000 como una promesa a su madre. Formó parte de equipos de la NBA como Toronto Raptors, Denver Nuggets, y Golden State Warriors; pero nunca jugó un partido en la NBA. También formó parte de los Harlem Globetrotters en 2001 antes de jugar en República Dominicana.
Williams luego de retirarse como jugador pasó a ser un notable comentarista de la NBL en Australia, iniciando en 2015 de manera temporal y a partir de 2017 estuvo de manera permanente con Fox Sports. Se le acredita el crecimiento que tuvo la NBL a finales de los años 2010 y fue uno de sus principales embajadores.
En diciembre de 2021 Williams pasó a ser el director creativo de Baloncesto para la zona del pacífico de Foot Locker.
Williams tenía ascendencia de Jamaica, por lo que en 2012 hizo el viaje para obtener su pasaporte jamaicano. Williams tuvo dos hijas, Bella y Gabi.
En agosto de 2023 Williams fue diagnosticado con cáncer de colon en fase 4. Estaba bajo quimioterapia en Nueva York, antes de regresar a Australia. Continuó bajo tratamiento dos semanas antes de su muerte. Murió el 10 de mayo de 2024 a los 46 años.